# Zbigniew Oleśnicki (kardynał)
Zbigniew Oleśnicki herbu Dębno (ur. 5 grudnia 1389 w Siennie, zm. 1 kwietnia 1455 w Sandomierzu) – biskup krakowski w latach 1423–1455, od 1449 pierwszy kardynał narodowości polskiej, protoprezbiter Kolegium Kardynalskiego w latach 1452–1455, doradca Władysława II Jagiełły i Władysława III Warneńczyka, mówca.

## Życiorys

### Pochodzenie i edukacja
Syn Jana z Oleśnicy herbu Dębno, wielkorządcy Litwy, sędziego ziemi krakowskiej i Dobrochny z Rożnowa.
Jego karierę przyspieszył król Władysław Jagiełło w nagrodę za uratowanie życia w bitwie pod Grunwaldem. Według przekazu Jana Długosza, Zbigniew ochronił wówczas władcę, kiedy odłączony od swego oddziału rycerz miśnieński, Dypold von Köckritz zaatakował stojącego na wzgórzu monarchę grożąc, że „za chwilę król zginie”. Wówczas Zbigniew, widząc to, podjechał z boku do nacierającego Niemca, zwalił go z konia, po czym król ugodził Dypolda w głowę, a reszty dopełnili otaczający dworzanie. Atak ze strony Zbigniewa został uznany za zabójstwo, nie zaś za zabicie rycerza w walce. Wydarzenie to zamknęło przyszłemu biskupowi drogę do pasowania na rycerza i prawie zniweczyło także jego karierę na dworze.
Po studiach, które rozpoczął w 1406 roku w Akademii Krakowskiej, pracował w kancelarii królewskiej, stopniowo awansując także w hierarchii kościelnej. Często wyjeżdżał z misjami dyplomatycznymi do papieża i króla Niemiec, Zygmunta Luksemburskiego.

### Biskup krakowski

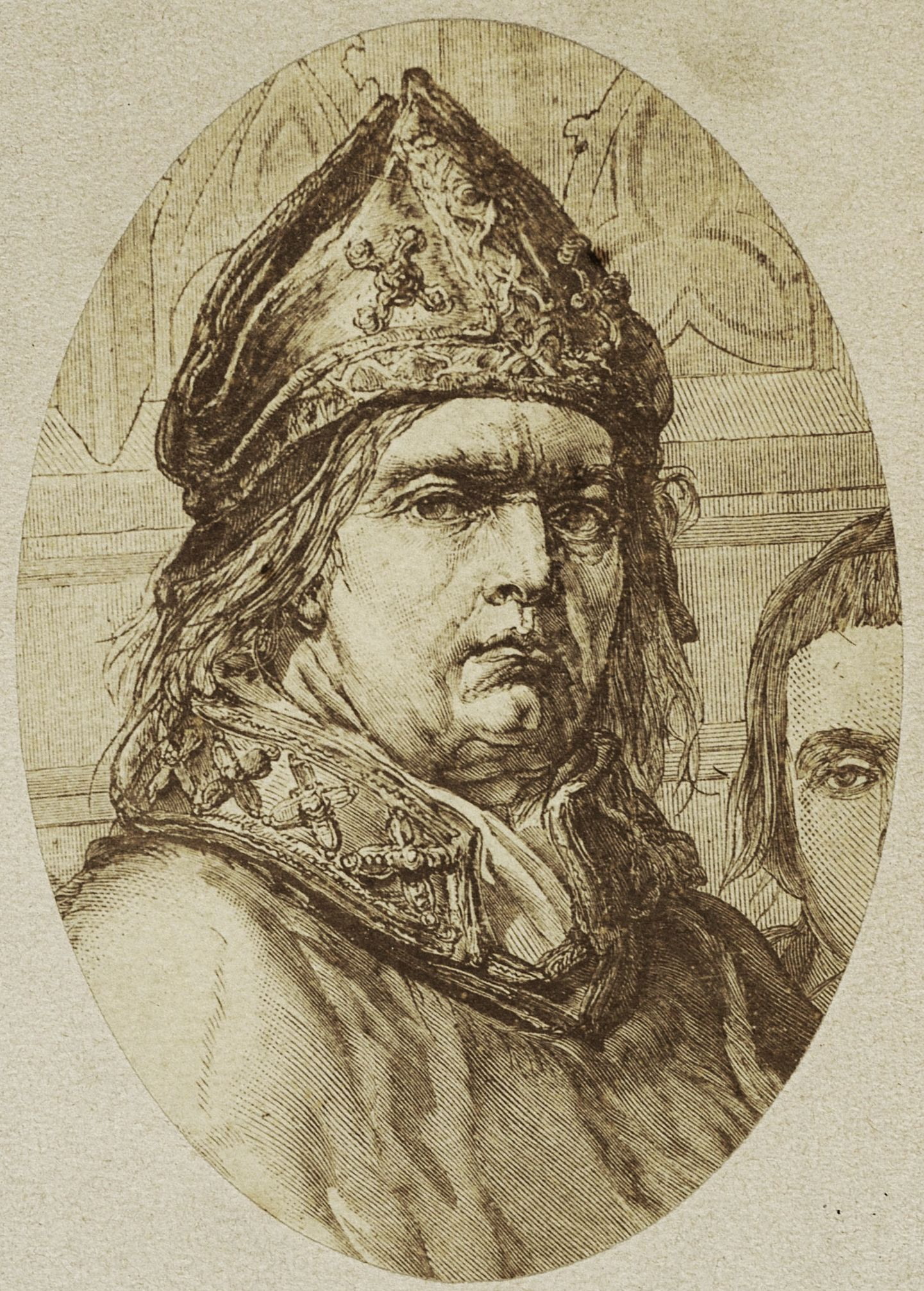
Oleśnicki według szkicu Jana Matejki

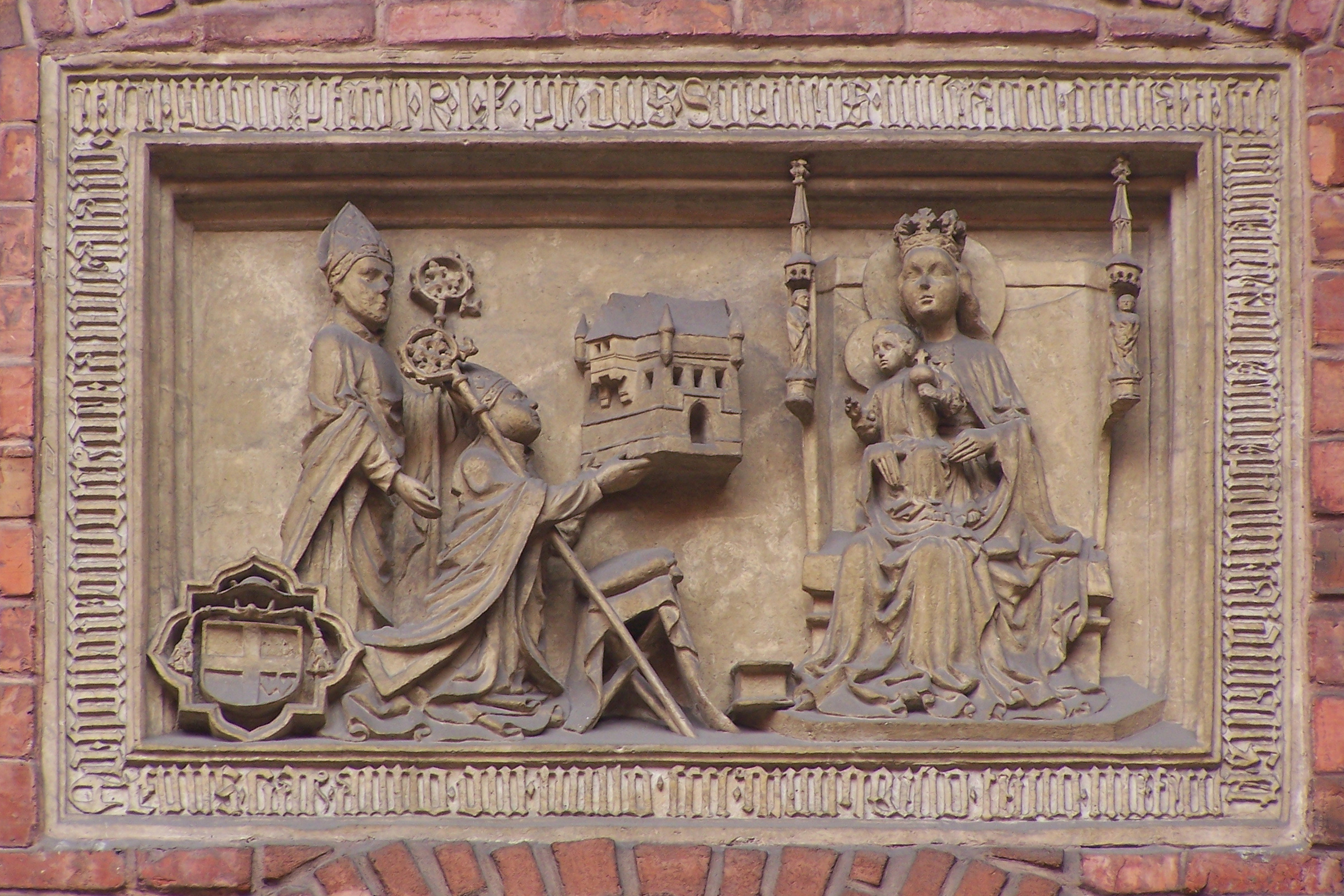
Zbigniew Oleśnicki na tablicy erekcyjnej w Collegium Maius

W 1415 roku został proboszczem kolegiaty św. Floriana w Krakowie. Uznanie Jagiełły zyskała jego odważna mowa, wygłoszona w 1420 roku przed obliczem króla Zygmunta Luksemburskiego. W 1422 roku na zjeździe dostojników Królestwa Polskiego w Niepołomicach osiągnął sukces przeforsowując, na czele stronnictwa któremu przewodził, powrót do sojuszu z Zygmuntem Luksemburskim i zerwanie z popieraniem ruchu husyckiego. Doprowadziło to też do zmniejszenia wpływów księcia Witolda w Polsce. W 1423 Oleśnicki objął biskupstwo krakowskie, lecz wcześniej musiał prosić papieża o dyspensę, jako że prawo kanoniczne zabraniało udzielania wyższych święceń tym, którzy podczas bitew przelewali krew.
18 grudnia 1423 otrzymał święcenia kapłańskie, a następnego dnia – sakrę biskupią. Jako biskup stanął na czele opozycji panów małopolskich, sprzeciwiał się sojuszowi Polski z husyckimi Czechami i występował przeciwko planom koronacji Witolda na króla Litwy. W 1424 roku przyczynił się do wydania w Wieluniu edyktu antyhusyckiego, a podczas pobytu delegacji czeskich w Krakowie w latach dwudziestych i trzydziestych XV wieku dwukrotnie obłożył miasto interdyktem. Był obecny przy wystawieniu przez Władysława II Jagiełłę przywileju jedlneńskiego w 1430 roku. Wbrew stanowisku Jagiełły w 1430 roku skutecznie zablokował plany koronacyjne wielkiego księcia Witolda. Pod koniec życia Jagiełły zyskał decydujący wpływ na politykę państwa, a jego znaczenie wzrosło jeszcze w czasie małoletniości Władysława III, któremu zapewnił tron Polski i Węgier.

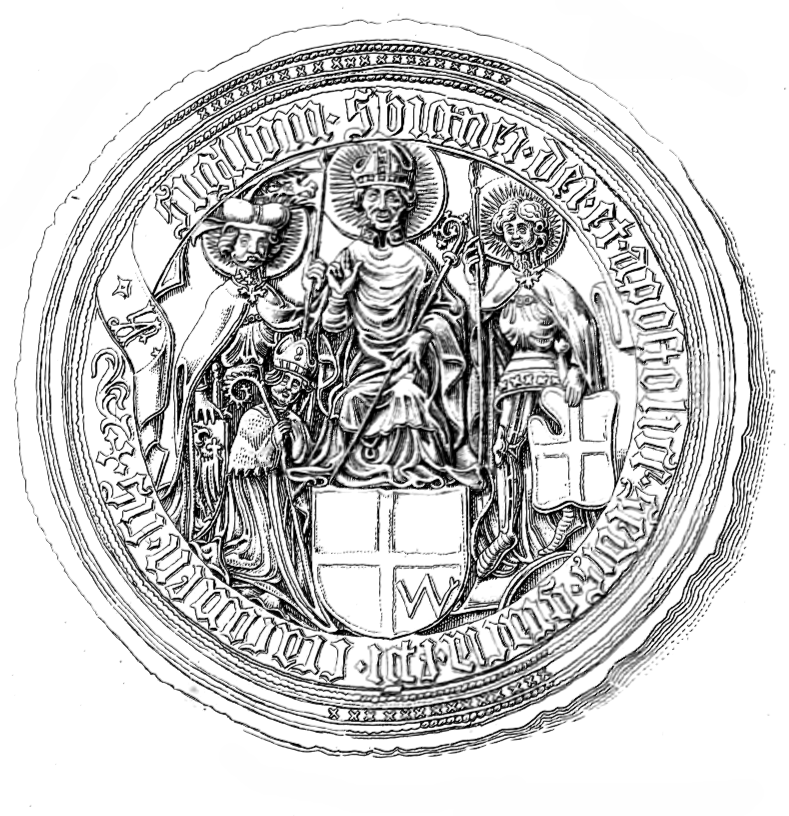
Pieczęć Zbigniewa Oleśnickiego z 1438

Na zjeździe w Opatowie w lutym 1434 roku przeforsował kandydaturę królewską małoletniego Władysława Warneńczyka, wbrew opozycji na czele której stał Spytko z Melsztyna. Po koronacji Władysława III biskup Oleśnicki, stojąc na czele Rady Opiekuńczej sprawującej dozór nad młodym królem, w latach 1434–1444 miał tak wielkie wpływy, że prawie samodzielnie prowadził politykę zagraniczną Królestwa Polskiego. Udało mu się doprowadzić do pokoju w Brześciu Kujawskim z Zakonem krzyżackim i ugruntować wpływy w Mołdawii. 31 grudnia 1435 roku podpisał akt pokoju w Brześciu Kujawskim. Przejściowo stracił wpływy, gdy w 1438 roku wbrew królowej Zofii sprzeciwił się przyjęciu korony czeskiej przez królewicza Kazimierza. Wyprawa zbrojna do Czech przeciw kontrkandydatowi, Albrechtowi Habsburgowi zakończyła się jednak porażką Jagiellończyka.
W 1438 roku biskup zawiązał także antyhusycką konfederację korczyńską. Rok później Oleśnicki rozprawił się z opozycją szlachecką, pokonując w bitwie pod Grotnikami tzw. stronnictwo proczeskie, gdzie według Długosza zabronił pochówku poległego tam przywódcy opozycji, Spytka z Melsztyna.
W 1440 Oleśnicki poparł powołanie króla Władysława III na tron węgierski. Jednak jego stosunek do krucjaty antytureckiej był ambiwalentny, bowiem król działał pod sztandarami papieża Eugeniusza IV, a Oleśnicki popierał antypapieża Feliksa V, od którego wraz z prymasem Wincentym Kotem przyjął kapelusz kardynalski. Po śmierci Władysława III w bitwie pod Warną poparł elekcję na tron Polski królewskiego brata, Kazimierza Jagiellończyka. W ciągu kilku lat bezkrólewia biskup Oleśnicki wysłał na Litwę kilka poselstw (w roku 1445 i 1446), ale Kazimierz Jagiellończyk odmawiał, przypominając równocześnie o swojej sukcesji – prawie do dziedziczenia tronu Królestwa. Z inicjatywy Oleśnickiego i panów koronnych zorganizowane zostały zjazdy-sejmy w Piotrkowie (w kwietniu i sierpniu 1445 roku oraz w marcu 1446), które postawiły Wielkiemu Księciu – ultimatum: zorganizowanie wolnej elekcji. Jednocześnie zaznaczono, że wybrany kandydat zostanie koronowany dopiero wtedy, jeśli Kazimierz nie zmieni zdania.
Na kolejnym zjeździe w Piotrkowie, 27 marca 1446 roku, biskup Oleśnicki wysunął kandydaturę elektora brandenburskiego, Fryderyka II Hohenzollerna odrzuconą przez panów koronnych. W opozycji do kandydatury Oleśnickiego zebrani przegłosowali wybór księcia mazowieckiego Bolesława. Po interwencji matki Kazimierza – królowej Zofii, która zaaranżowała zjazd opozycyjnych wobec Oleśnickiego „juniorów” z Małopolski (Jana Pileckiego, Dziersława z Rytwian, Piotra z Kurowa) oraz zjeździe poparcia dla idei „tronu dla Jagiellończyka” przez Wielkopolan w Kole, Oleśnicki ustąpił, jednocześnie ponownie podnosząc kandydaturę Fryderyka Hohenzollerna celem wymuszenia na Kazimierzu inkorporację Wielkiego Księstwa Litewskiego do Korony. Pierwsze lata panowania Kazimierza IV odznaczały się walką z Oleśnickim i jego obozem politycznym. Jako biskup krakowski przeprowadził trzy synody (1436, 1443 i 1446), szczególnie propagując kult św. Stanisława, popierał zakładanie bractw religijnych.

### Kardynał
W 1449 r. kardynał Zbigniew Oleśnicki wraz ze swym bratem Janem Głowaczem założył klasztor oo. paulinów w Pińczowie. W 1453 roku zaprosił do Krakowa św. Jana Kapistrana, zaś dla jego uczniów (zw. w Polsce bernardynami) ufundował klasztor. W katedrze ustanowił stałych spowiedników oraz kaznodziejów.
W latach 1447–1449 Oleśnicki starał się oczyścić z zarzutów o koncyliaryzm. W 1447 roku porzucił koncyliarystów bazylejskich i opowiedział się po stronie papieża Mikołaja V. Ponieważ uzyskany w 1441 roku od antypapieża kapelusz kardynalski stał się nieprawny, po przejściu pod prawowitą obediencję, w 1449 roku, został pierwszym kardynałem w historii Kościoła polskiego i podczas zjazdu w Piotrkowie zażądał z racji tytułu pierwszego miejsca w radzie królewskiej – przed prymasem Polski, arcybiskupem gnieźnieńskim Władysławem Oporowskim. Spotkał się jednak z odmową ze strony monarchy. Sprawę tę załatwiono dopiero w 1451 – również w Piotrkowie. W myśl dokumentu królewskiego ani prymas, ani kardynał nie otrzymali pierwszego miejsca w radzie – ale w praktyce mieli je zajmować naprzemiennie. Z myślą o studentach w testamencie ufundował Bursę Jerozolimską wraz z biblioteką, a swoje berło podarował Uniwersytetowi Krakowskiemu. W 1443 roku, odkupił od władców Cieszyna Księstwo Siewierskie. Tym samym jego następcy uzyskali możność używania tytułu książęcego, którego kardynał jednak nie nosił.
W roku 1454 sprzeciwił się udzieleniu przez króla pomocy Związkowi Pruskiemu w antykrzyżackim powstaniu. Podczas głosowania w Radzie Królewskiej oponował przeciwko udziałowi Korony w wojnie z Zakonem. Uznał nawet, że król działa na szkodę państwa i na znak protestu zrezygnował z udziału w Radzie Królewskiej. W ostatnich miesiącach życia wspierał jednak finansowo działania wojenne. Pragnął uczynić z Polski potężną siłę w zagrożonym świecie chrześcijańskim. Był właścicielem zamku w Pińczowie, o którym Jan Długosz pisał, że nie miał sobie równych. Posiadał także ok. 60 wsi i 3 miasta.
Zdaniem niektórych historyków w czasie, gdy pracował w kancelarii królewskiej, prowadził rodzaj dziennika, w którym odnotowywał ważne wydarzenia. Dzieło to nie zachowało się do naszych czasów. Zmarł 1 kwietnia 1455 w Sandomierzu skutkiem przeziębienia, jakiego doznał dzień wcześniej w czasie nabożeństwa żałobnego.  Pochowany został w katedrze na Wawelu.
Zbigniew Oleśnicki swój talent polityczny i zdolności poświęcił na swój sposób interpretowanym interesom dynastii Jagiellonów, wywierając przemożny wpływ na ich politykę. Do końca nie pogodził się jednak z królem Kazimierzem.
W okresie 21 lipca 1452 – 1 kwietnia 1455 pełnił funkcję protoprezbitera Kolegium Kardynalskiego.

### Kultura masowa
- W serialach telewizyjnych Korona królów. Jagiellonowie i Królowie w postać kardynała Zbigniewa Oleśnickiego wcielił się Przemysław Stippa[7].

## Twórczość

### Ważniejsze mowy
- Mowa do króla Zygmunta, 30 stycznia 1420 we Wrocławiu, podał J. Długosz „Historiae Polonicae libri XII” w Opera omnia, t. 13, wyd. Ż. Pauli i A. Przezdziecki, Kraków 1877; przekł. polski: M. Dzieduszycki Zbigniew Oleśnicki, t. 1, Kraków 1853, s. 200–206; K. Mecherzyński w J. Długosz „Historiae Polonicae libri XII” w Opera omnia, t. 5, Kraków 1869
- Mowa do króla Władysława Jagiełły z 1424, treść podał J. Długosz „Historiae Polonicae libri XII” w Opera omnia, t. 13, wyd. Ż. Pauli i A. Przezdziecki, Kraków 1877; przekł. polski K. Mecherzyński w J. Długosz „Historiae Polonicae libri XII” w Opera omnia, t. 5, Kraków 1869, s. 304–305
- Mowa do księcia Witolda z 1429, podał J. Długosz „Historiae Polonicae libri XII” w Opera omnia, t. 13, wyd. Ż. Pauli i A. Przezdziecki, Kraków 1877; przekł. polski K. Mecherzyński w J. Długosz „Historiae Polonicae libri XII” w Opera omnia, t. 5, Kraków 1869, s. 343–344
- Mowa na wiecu w Korczynie 4 lutego 1434, ogł. L. Ryszczewski „Szczegół do życia Z. Oleśnickiego”, Biblioteka Warszawska 1843, t. 3, s. 364–368

### Listy i materiały
- Do papieża Marcina V, pisany z Raszburga ok. 20 września 1423, wyd. A. Prochaska, Codex epistolaris Vitoldii, Kraków 1882; Monumenta Medii Aevi Historica t. 6
- Listy z lat 1425–1455 m.in.: do kardynała Juliana Cesariniego, Jana Elgota, papieża Eugeniusza IV, Jana Giskry, Jana Kapistrana, Jakuba z Krakowa, Kazimierza Jagiellończyka, Mikołaja Lasockiego, papieża Mikołaja V, Marcina z Przemyśla, Eneasza Sylwiusza Piccolominiego, Tadeusza z Treviso, Jana Tęczyńskiego, Władysława Warneńczyka; do duchowieństwa na soborze bazylejskim, do profesorów Akademii Krakowskiej; wyd.: A. Sokołowski, J. Szujski Codex epistolaris saeculi XV t. 1 (1876), Monumenta Medii Aevi Historica t. 2; wyd. A. Lewicki Codex epistolaris saeculi XV t. 2 (1891), Monumenta Medii Aevi Historica t. 12; wyd. A. Lewicki Codex epistolaris saeculi XV t. 3 (1894), Monumenta Medii Aevi Historica t. 14 – Listy do: Marcina z Przemyśla dat. grudzień 1449; E. S. Piccolominiego dat. 10 września 1453; przedr. z poprawkami I. Chrzanowski, S. Kot Humanizm i reformacja w Polsce, Lwów 1927

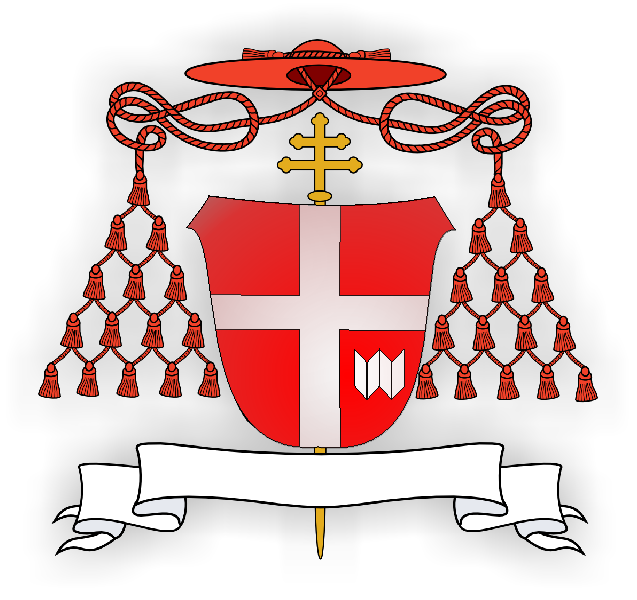
Herb Zbigniewa Oleśnickiego jako kardynała

- Herb Zbigniewa Oleśnickiego jako kardynała Listy z lat 1437–1453 m.in.: do Kazimierza Jagiellończyka, Mikołaja Lasockiego, papieża Mikołaja V, Eneasza Sylwiusza Piccolominiego oraz do biskupa wrocławskiego i do książąt śląskich w sprawie Andrzeja Gałki; ogł. M. Dzieduszycki Zbigniew Oleśnicki, t. 2, Kraków 1854 „Dokumenta i dowody” (w tekście monografii przekł. polskie pojedynczych listów)
- Do Kazimierza Jagiellończyka, dat. z Krakowa 1453, ogł. w przekł. polskim M. Wiszniewski Pomniki historii i literatury polskiej, t. 4, Kraków 1835
- Do Związku Pruskiego, dat. z Nowego Sącza 20 kwietnia 1453, ogł. K. Górski „Kilka dokumentów toruńskich z r. 1453”, Zapiski Towarzystwa Naukowego w Toruniu, t. 15 (1949)
- Od Marcina V, dat. z Rzymu 10 lipca 1423; od Stanisława Ciołka, pisany w styczniu 1428, wyd. A. Prochaska, Codex epistolaris Vitoldii, Kraków 1882; Monumenta Medii Aevi Historica t. 6
- Listy z lat 1424–1451, m.in. od: Jana Długosza, Jana Elgota, papieża Eugeniusza IV, papieża Feliksa V, Jana Kapistrana, papieża Mikołaja V, papieża Marcina V, Eneasza Sylwiusza Piccolominiego, Wincentego Kota, soboru bazylejskiego; wyd. A. Sokołowski, J. Szujski Codex epistolaris saeculi XV t. 1 (1876), Monumenta Medii Aevi Historica t. 2 – Listy od J. Długosza, dat. maj 1450, przedr. I. Chrzanowski, S. Kot Humanizm i reformacja w Polsce, Lwów 1927
- Od E. S. Piccolominiego, dat. z Neustadt ok. 1444, ogł. M. Wiszniewski Historia literatury polskiej, t. 3, Kraków 1841, s. 486–512
- zob. też: „Gałka Andrzej, Listy i materiały” w: Bibliografia Literatury Polskiej – Nowy Korbut, t. 2 Piśmiennictwo Staropolskie, Państwowy Instytut Wydawniczy, Warszawa 1964; L. Vadding Annales minorum seu trium ordinum..., t. 12, Rzym (wyd. w latach 1731–1736); H. Zeissberg „Analekten. II.”, Zeitschrift d. Österreichischen Gymnasien 1871; Wolkan Fontes Rerum Austriacarum, t. 68 (1918); Wybór listów z lat 1423–1450 w przekł. polskim ogł. R. Heck, E. Maleczyńska Ruch husycki w Polsce. Wybór tekstów źródłowych (do r. 1454), Wrocław 1953
- Materiały do dziejów stosunków z Akademią Krakowską – zob.: „Conclusiones Universitatis Cracoviensis ab Anno 1441 ad Annum 1589”, wyd. H. Barycz, Kraków 1933, Archiwum do Dziejów Oświaty i Szkolnictwa w Polsce nr 2

## Fundacje[8]

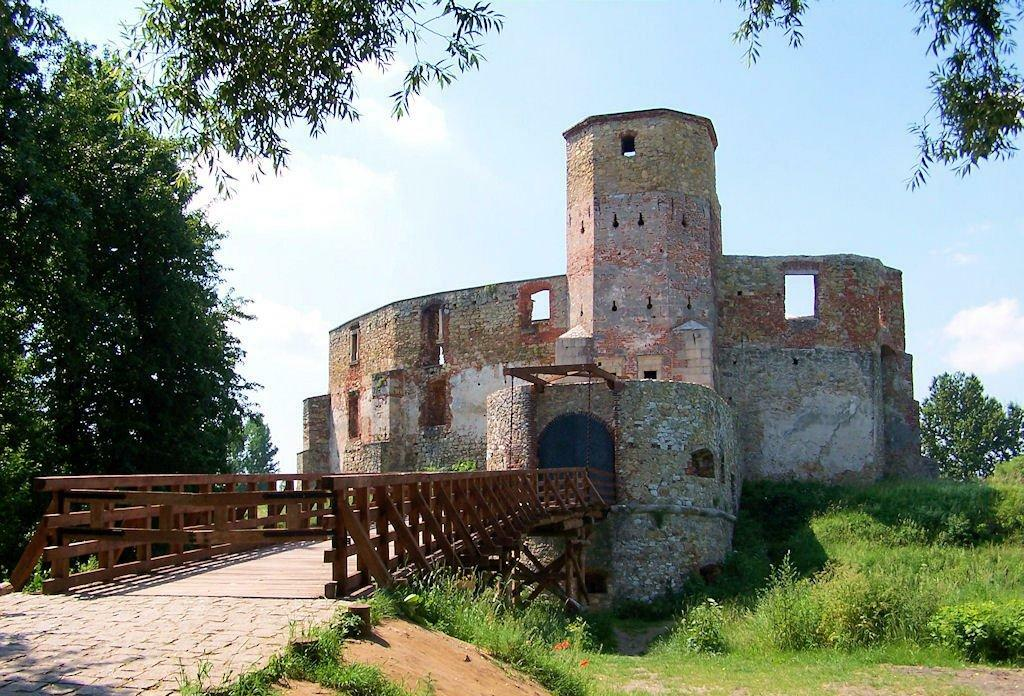
Zamek w księstwie siewierskim kupionym w 1443 przez Oleśnickiego

- Zamek w Pińczowie po 1423 r. (siedziba rodu)
- kościół parafialny św. Jana w Pińczowie, ok. 1436-1449
- kościół w Siennie konsekrowany w 1442 (w dawnej siedzibie rodu)
- kościół w Piotrawinie z 1440-1442 (wotum za objęcie funkcji biskupa)
- kościół w Wojcieszkowie z 1437 (drewniany)
- kościół w Jastrzębiu z 1438 (drewniany)
- kościół w Bodzentynie w 1452 (odbudowa po pożarze)
- szpital św. Ducha w Iłży
- kościół św. Piotra w Bieczu
- kościół bernardynów w Krakowie po 1453 r.
- fundacja bursy uniwersyteckiej (Jeruzalem) w Krakowie w 1453 r. (wymuszona przez papieża w zamian za zwolnienie ze ślubu pielgrzymki do Ziemi Świętej)
- chór i ołtarz główny w kościele na Łyścu (Świętym Krzyżu)
- dom przy ul. Kanonicznej nr 5 w Krakowie
- przebudowa kurii biskupiej w Krakowie
- budowa kurii biskupiej w Kunowie
- słup graniczny w Biskupicach Radłowskich z 1450 r.